# 觀塘花園大廈

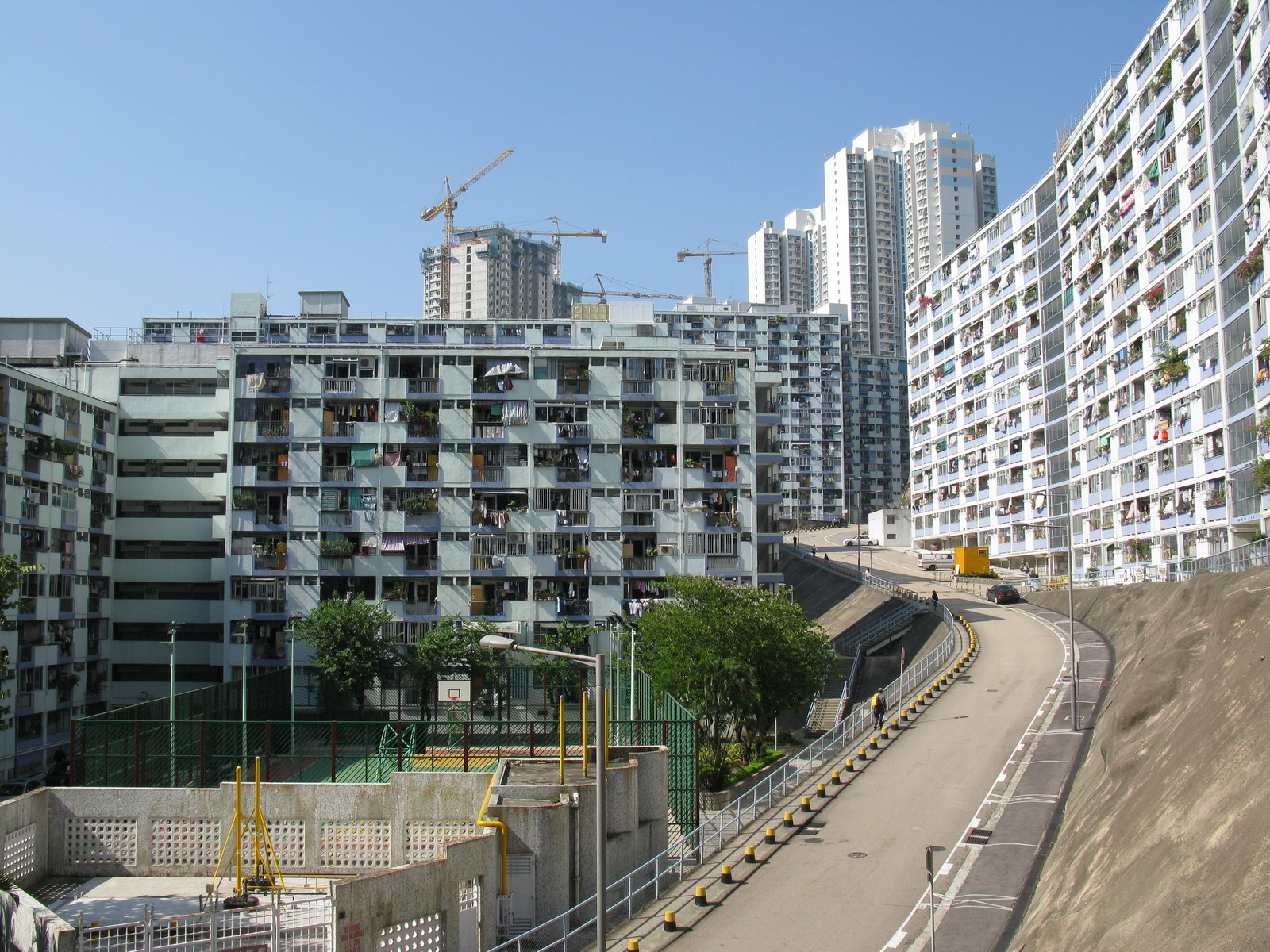
觀塘花園大廈孔雀樓（左後）、籃球場（左前）及畫眉樓（右）(2008年)

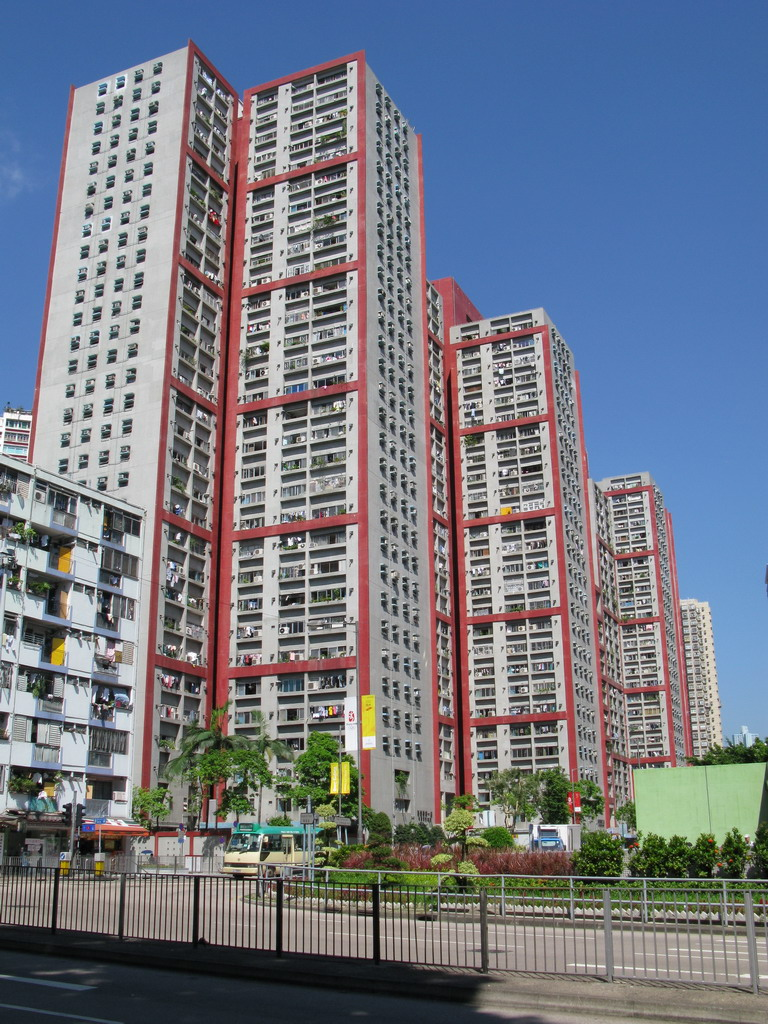
玉蓮臺第1、2及3座

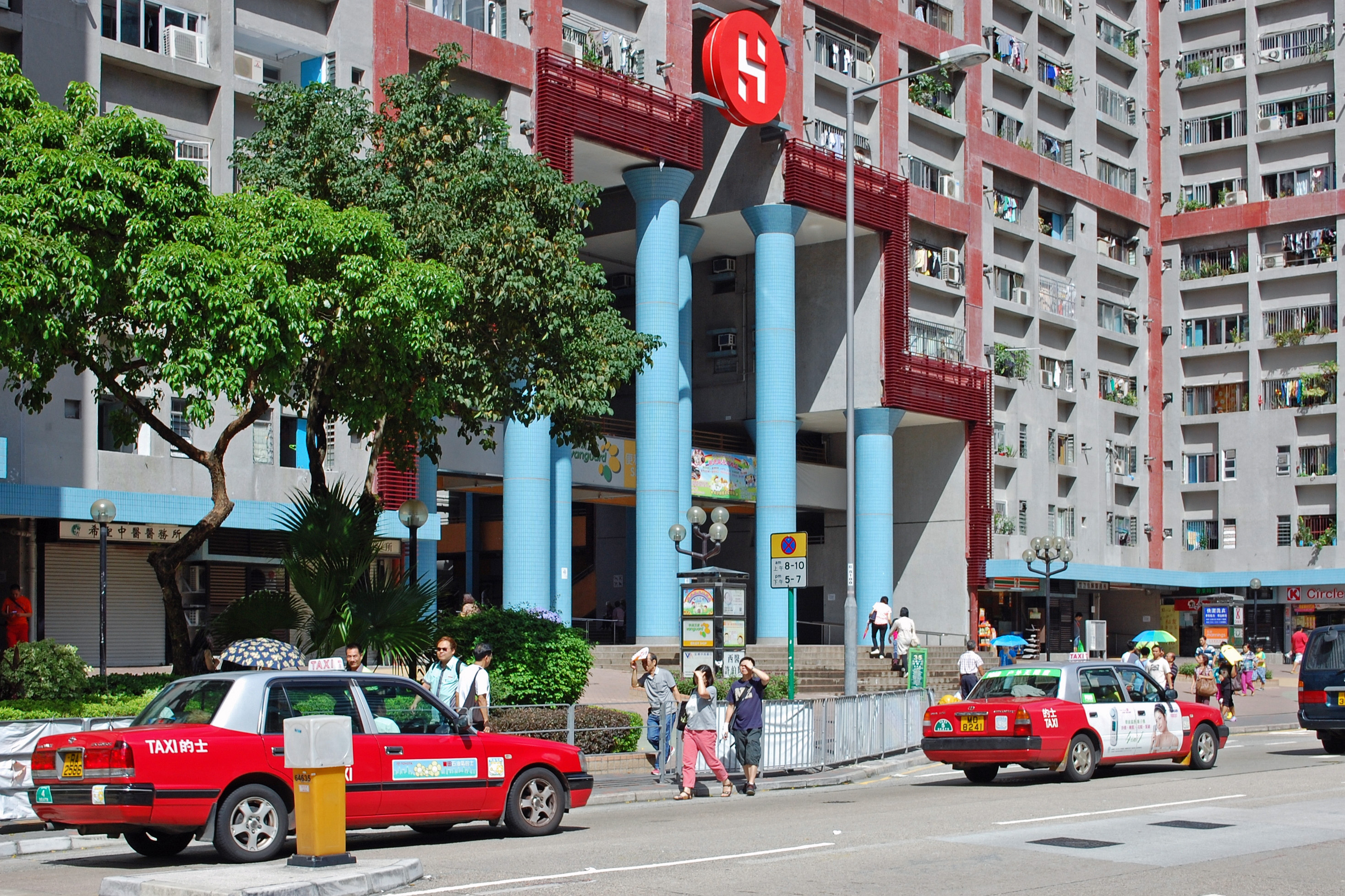
玉蓮臺入口

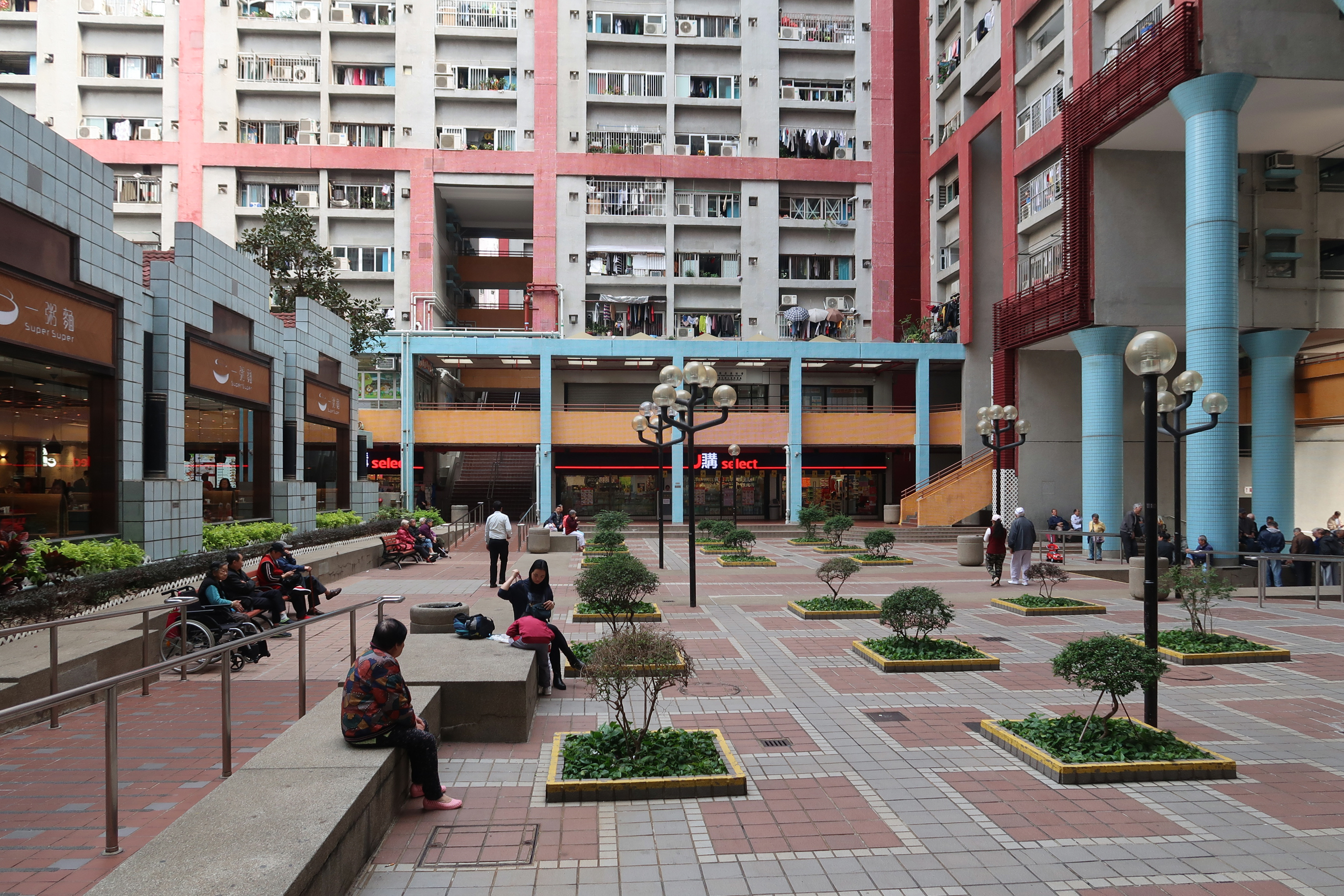
玉蓮臺廣場週邊設有餐廳和商舖

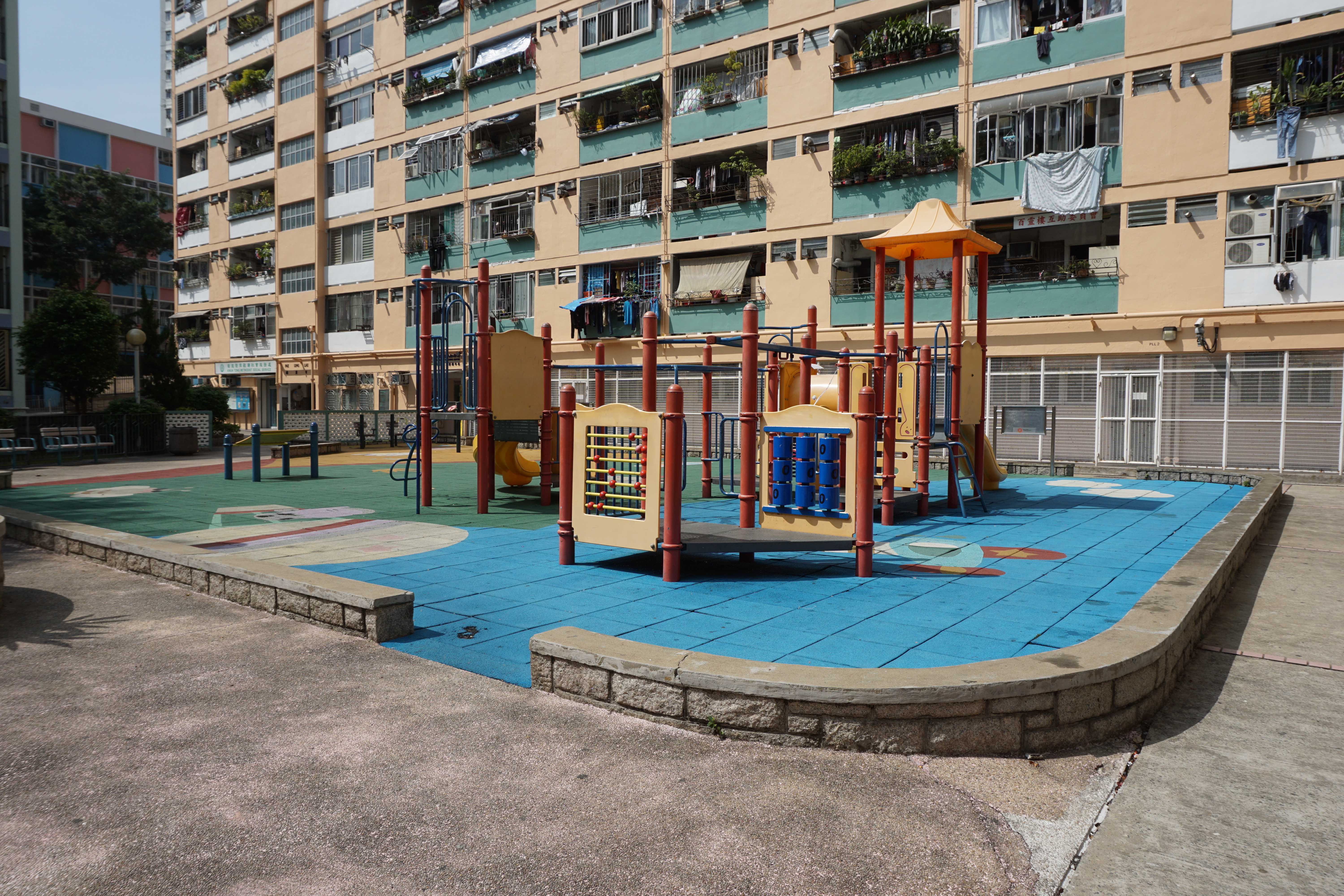
觀塘花園大廈兒童遊樂場及健體區

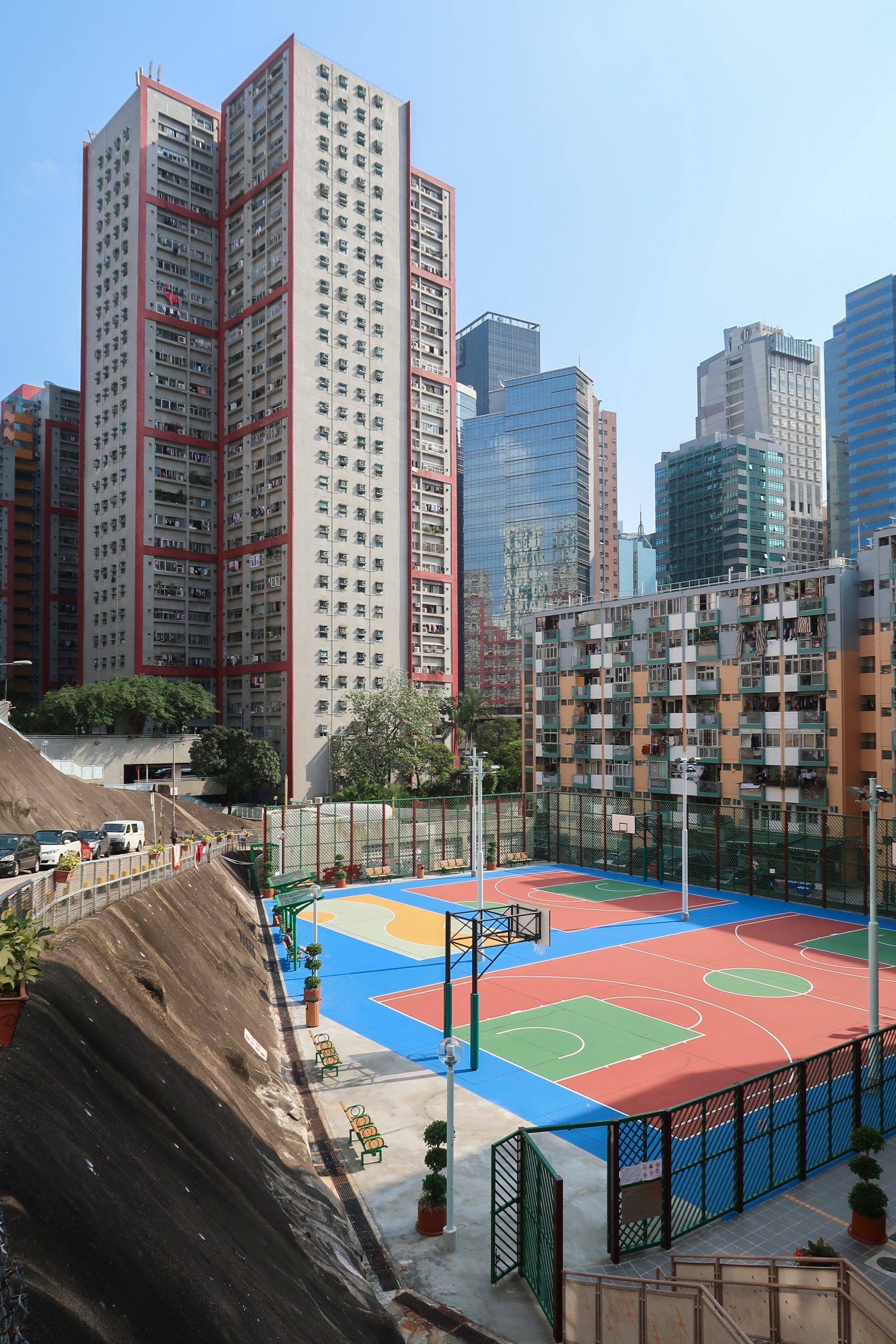
觀塘花園大廈籃球場，後方為玉蓮臺

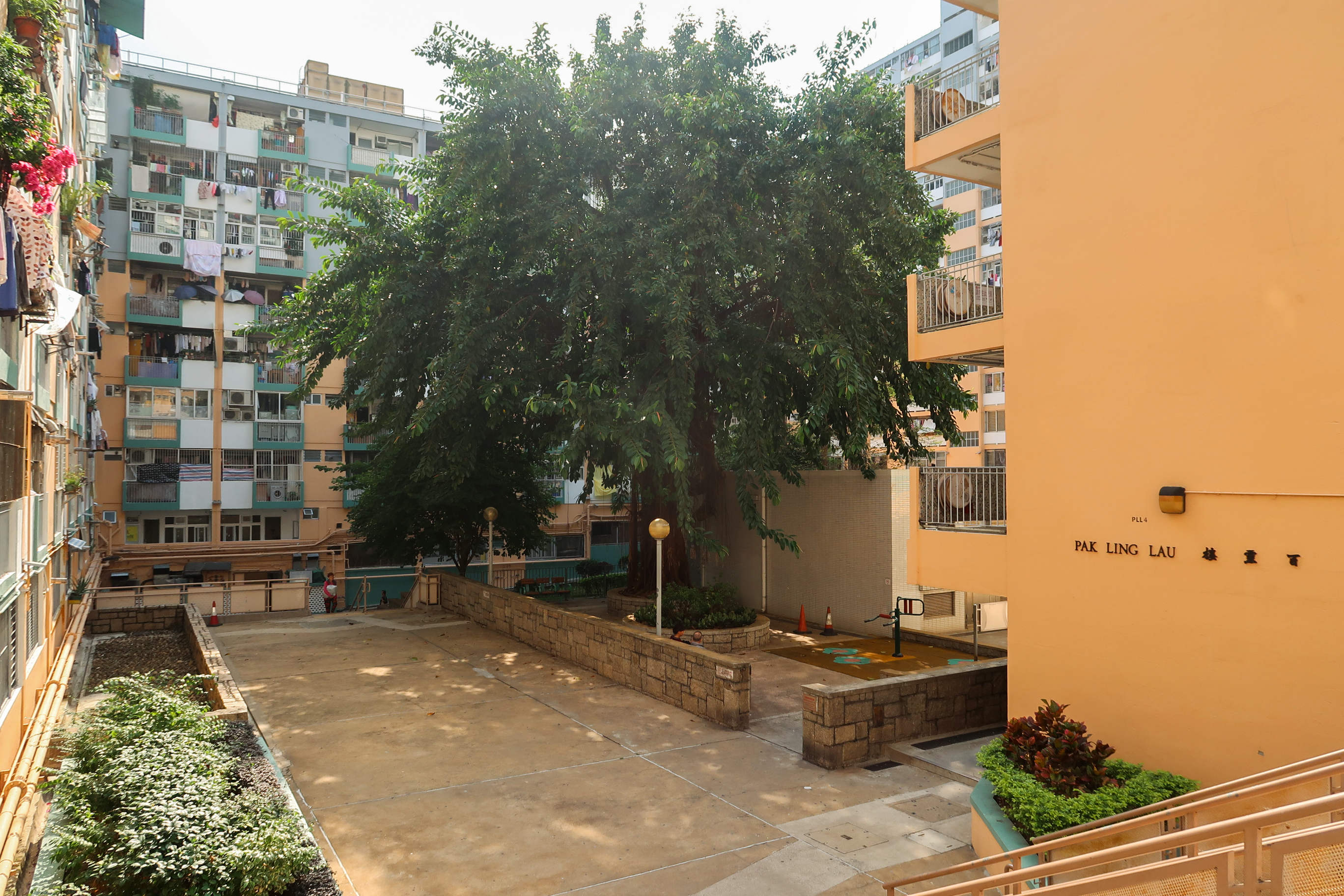
觀塘花園大廈庭院內的大樹

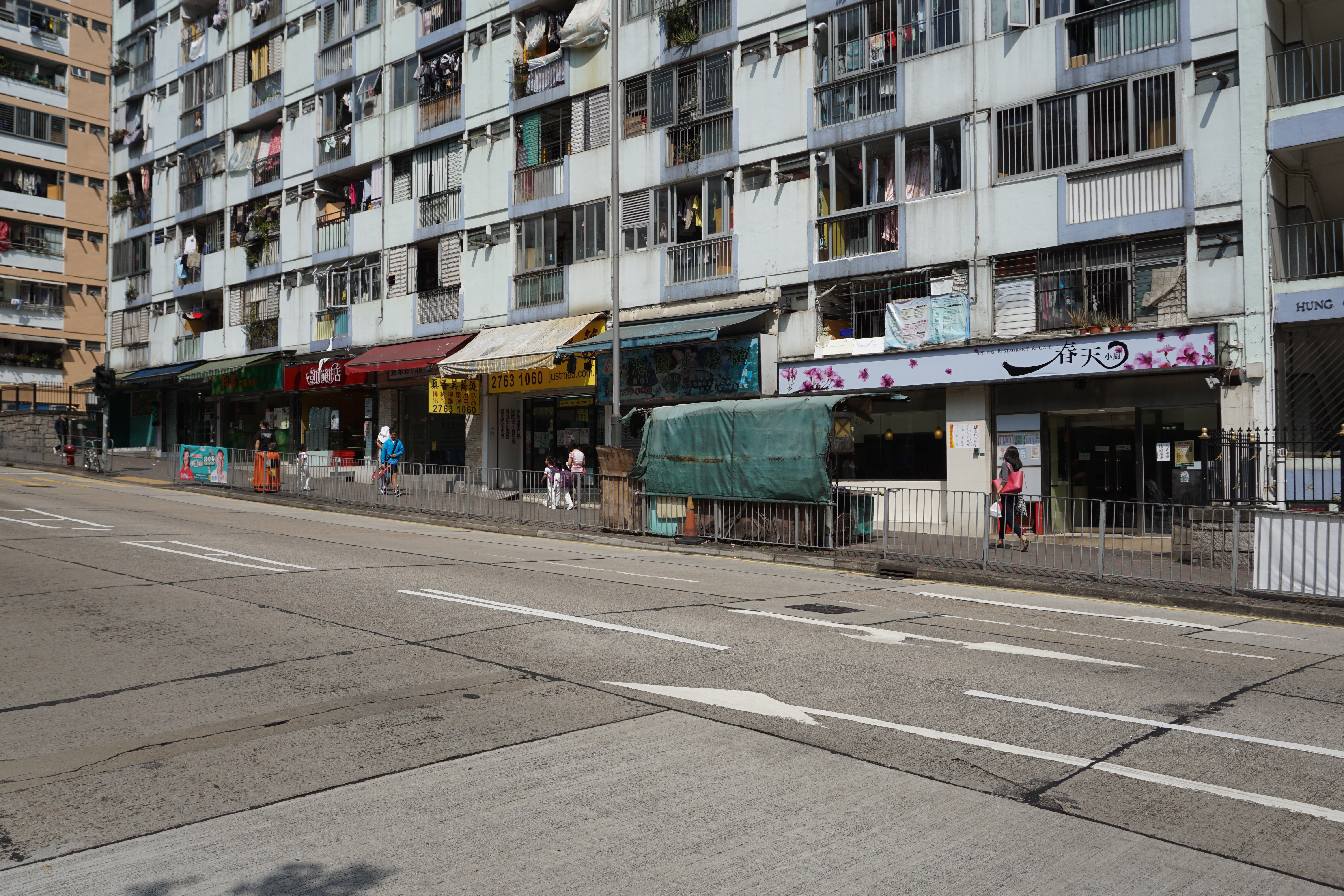
孔雀樓西北面商舖

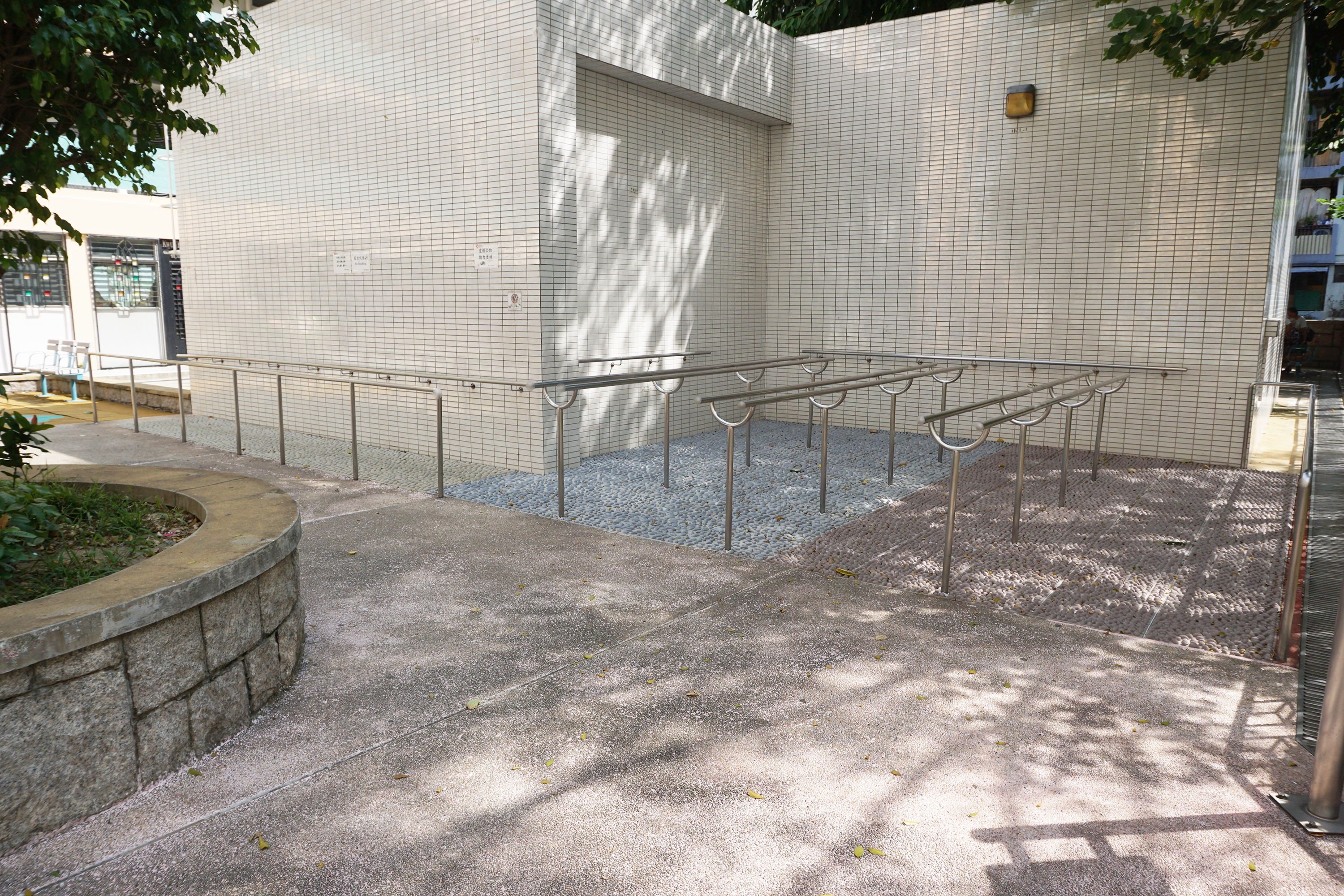
卵石路步行徑

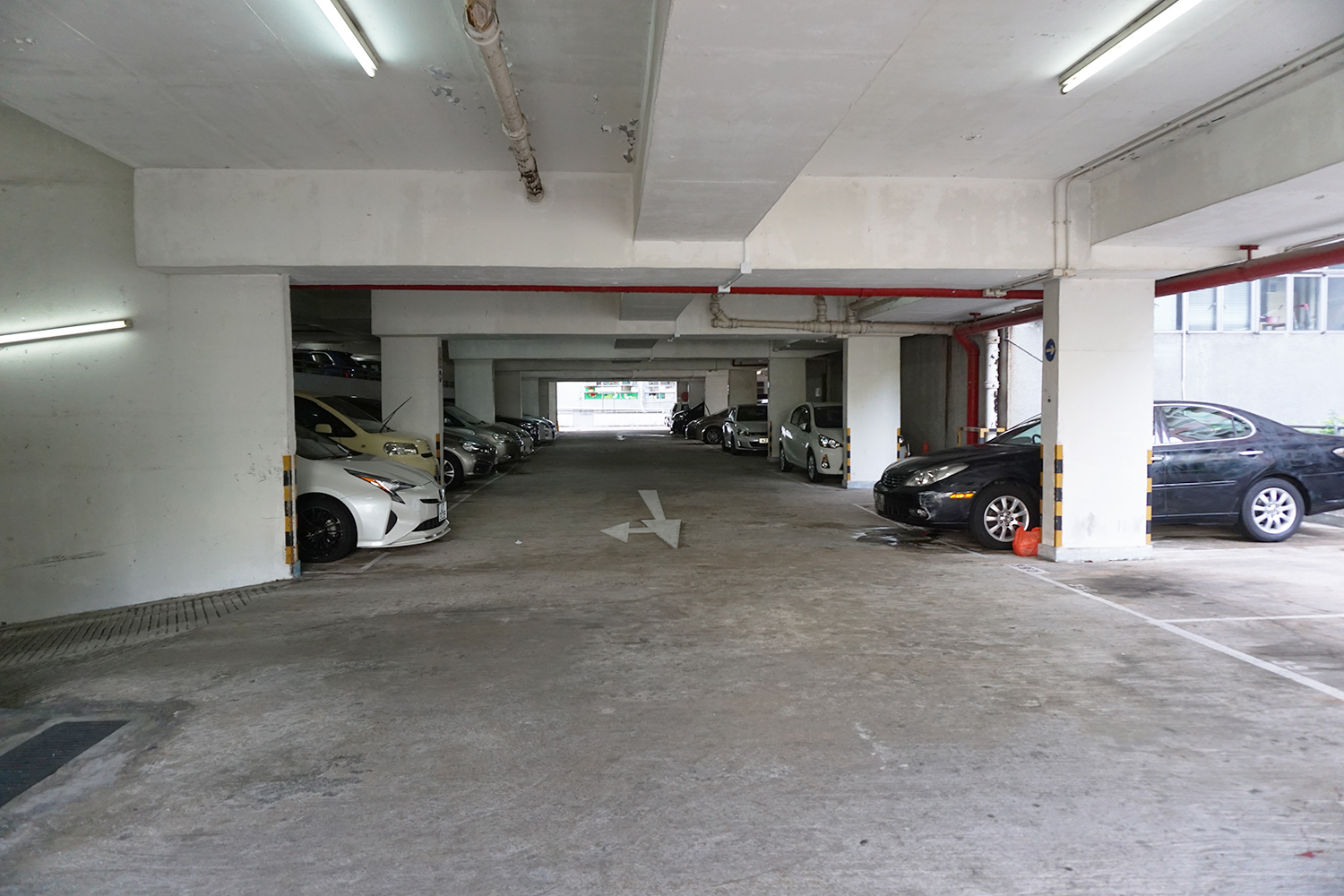
玉蓮臺停車場

觀塘花園大廈（英語：Kwun Tong Garden Estate）位於香港九龍觀塘區牛頭角道，位於港鐵牛頭角站旁，門牌號碼為牛頭角道225-285號，是香港房屋協會發展的一個甲類出租屋邨，亦是觀塘首個廉租屋邨。

## 歷史
從1953年政府決定發展觀塘，工廠陸續在沿海新填地開業。由於交通不便，只依靠觀塘道連接清水灣道（今彩虹道），難以吸引工人到來，政府為此特別撥出一幅土地予房協作興建工人宿舍，興建花園大廈後，才由該區工廠的僱主「提名」其僱員入住。

## 重建
同日，房協透露舊花園大廈重建進展，於2012年12月時任房協主席鄔滿海透露，正在向政府爭取在啟德發展區撥地興建一、兩座住宅，以啟動重建樓齡已經超過四十年的觀塘花園大廈。 2017年2月25日，經過房屋協會多年爭取，終於獲政府批出在該邨一街之隔的遊樂場地皮，興建400個單位安置居民。地皮在喜鵲樓對面之間，是一幅面積約2200平方米的政府、機構或社區用地，將改劃為住宅並且交由房協發展，以啟動重建計劃。房協表示在2018年動工興建，不過暫時未有清拆時間表，預料重建計劃相當漫長。另外，2019年12月30日，現任房協行政總裁黃傑龍接受訪問時指，繼漁光村後，房協再利用重建大廈的空檔期作過渡房屋，首階段撥出燕子樓及喜鵲樓等20多個空置單位，接受3至5人家庭申請，申請人需輪候房委會公屋申請達3年或以上，預計明年2月接受申請、3月中進行電腦抽籤，首批居民預計可於明年第2季入伙。包括定安街的鴻鵠臺第一座及牛頭角道項目的批地程序即將完成，預計2020年首季動工，2024年落成，單幢出租屋邨項目可提供380個單位。隨着鴻鵠臺項目展開，房協指正為觀塘花園大廈（第二期）重建計劃進行規劃研究，計劃將現提供600百個單位的燕子樓及300個單位的喜鵲樓納入首階段重建，令遷置安排由三期縮短為兩期，安置工作由原先預計的2036年提早至2030年。兩幢樓宇預計2025年清拆，重建後可提供2100個單位，足以安置第二期重建，即百靈樓、畫眉樓及孔雀樓現時約1400個住戶，3幢樓宇重建後可提供3800個單位，預計可提早至2039年才能落成。

## 屋邨資料
花園大廈第一期於1958至59年間落成，由馬海（建築顧問）有限公司設計，共有7座。第二期於1966至67年間落成，共有單位2356間（包括4間單身人士宿舍）。由周耀年和李禮之建築師工程師事務所設計，共有5座。第一期和第二期有很多差異，如第二期每個單位均設有露台、而第一期沒有，第二期的租金更比第一期高出近一倍。

### 現存樓宇

#### 花園大廈第二期
| 樓宇名稱（座號）       | 門牌號碼      | 樓宇類型                | 落成年份    | 預計拆卸年份    | 建築師                           | 樓宇層數 | 每層伙數                            | 單位數目（伙） | 現時採用的升降機廠商 | 現時升降機停層細節                                                  | 以前採用的升降機廠商 | 以前升降機停層細節                             |
| ---------------------- | ------------- | ----------------------- | ----------- | --------------- | -------------------------------- | -------- | ----------------------------------- | -------------- | -------------------- | ------------------------------------------------------------------- | -------------------- | ---------------------------------------------- |
| 燕子樓（A及B座）       | 牛頭角道225號 | 中央/單邊走廊式長型大廈 | 1966-1967年 | 預計2025-2027年 | 周耀年和李禮之建築師工程師事務所 | 13       | 43                                  | 559            | 通力                 | G,1-11單數（1號升降機） G,2-10雙數（2號升降機） G,1-12（3號升降機） | 迅達                 | G,4,7,10（1，2號升降機） G,5,8,11（3號升降機） |
| 畫眉樓 （C座）         | 牛頭角道227號 | 中央/單邊走廊式長型大廈 | 1966-1967年 | 預計2025-2027年 | 周耀年和李禮之建築師工程師事務所 | 13       | 42（1樓） 52（2-13樓） 34（地下）   | 648            | 通力                 | G,1-12（4，5號升降機）                                              | 迅達                 | G,4,7,10（5號升降機） G,5,8,11（4號升降機）    |
| 喜鵲樓（D及E座）       | 牛頭角道229號 | 中央/單邊走廊式長型大廈 | 1966-1967年 | 預計2025-2027年 | 周耀年和李禮之建築師工程師事務所 | 8        | 39（1-8樓） 10（地下）              | 322            | 通力                 | G,1-8（8、9號升降機）                                               | （不設升降機）       | （不適用）                                     |
| 百靈樓（F及G座）       | 牛頭角道251號 | 中央/單邊走廊式長型大廈 | 1966-1967年 | 預計2025-2027年 | 周耀年和李禮之建築師工程師事務所 | 13       | 29（1樓） 30（2-9樓） 21（10-13樓） | 353            | 通力                 | G,1-12（6，7號升降機）                                              | 迅達                 | G,4,7,10（6，7號升降機）                       |
| 孔雀樓（H、l、J及K座） | 牛頭角道253號 | 中央/單邊走廊式長型大廈 | 1966-1967年 | 預計2025-2027年 | 周耀年和李禮之建築師工程師事務所 | 8        | 7（1樓） 53（2樓） 60（3-8樓）      | 420            | 通力                 | G,1-8（10，11號升降機）                                             | （不設升降機）       | （不適用）                                     |

#### 花園大廈第二期出租單位面積及編配標準
| 單位款式 | 編配標準  | 室內樓面面積        |
| -------- | --------- | ------------------- |
| 5人單位  | 2-3人     | 約23.23-26.80平方米 |
| 6人單位  | 2-4人     | 約30.27平方米       |
| 7人單位  | 3-4人     | 約32.11平方米       |
| 8人單位  | 5人       | 約38.28平方米       |
| 10人單位 | 5人或以上 | 約44.69平方米       |
| 12人單位 | 6人或以上 | 約54.04平方米       |
| 宿舍單位 | 8-10人    | 約44.69-54.04平方米 |

#### 玉蓮臺
玉蓮臺（英語：Kwun Tong Garden Estate Lotus Towers，意思為觀塘花園大廈玉蓮臺）位處觀塘花園大廈附近，位於港鐵牛頭角站旁，門牌號碼為牛頭角道297號，玉蓮臺為觀塘花園大廈重建第一期的一部份，該屋苑共有四座出租單位大廈，並於1990年全部落成入伙（第四座則早於1987年落成入伙）。
1983年房協宣佈重建花園大廈第一期，1985年先拆卸「水仙樓」和「玉蘭樓」，共建有兩座樓高28層及兩座樓高30層的十字型大廈，共有單位2570間（包括年長者單位117間，長者宿舍4間）其中第二及三座向山的一翼呈梯級型設計，向牛頭角道的一面更設有6層高之門廊，門廊上設有住宅單位及在7至14樓更設有中央走廊貫通4座大樓。1987年玉蓮臺第四座首先落成，同年其餘五座大廈被拆卸，第一至三座於1990年全部落成，由王董建築師事務有限公司設計。玉蓮臺設施有幼稚園、幼兒園、自修室、多用途球場、兒童遊樂場、超級市場、銀行、診所、髮廊、花店、月租及時租停車場等。屋苑位於觀塘區議會定安選區，該區區議員為黃啟明。
玉蓮臺已設立甲級保安，成立一支由該屋苑居民所組成之義工隊，積極推動社區及屋苑之義工事務。而玉蓮臺亦積極推動環保屋苑，近年來舉辦不少環保活動或行動：舊衣及光碟回收計劃、廢物分類回收計劃等。近年香港房屋協會為玉蓮臺居民設立了房協之友會籍，居民可透過會籍獲得不同優惠以及享用不同設施；另外房協之友為玉蓮臺設立了網站。玉蓮臺每座均設有互助委員會以籌辦多種活動；且屋苑辦事處亦不定時於玉蓮臺廣場舉辦大型活動如嘉年華等。
由於當時或許受到啟德機場相關的高度限制所影響，周邊地區建築物高度因而受限（而當時玉蓮台距離啟德機場只有約數公里遠），故此當時玉蓮台第一座及第四座的升降機機房只可設於30樓而不能設於天台，故該層沒有升降機到達，變相30樓住戶得要在29樓離開升降機後多行一層樓梯才能到家，離家後得要先行一層樓梯到29樓才可乘搭升降機下樓，令長者甚至需以輪椅者，抱嬰或推嬰兒車者，攜帶大型或重型物品者及搬運工人等構成不便，加上啟德機場已於1998年遷離且相關高度限制已經撤銷。房協有見及此，為了這兩座30樓都有升降機到達方便居民出入，在2019年開始為第一及第四座分階段展開升降機更換及優化工程，期間原設於30樓的升降機機房將改建為新的升降機大堂，並於天面加建構築物以重置新的升降機機房及換上新升降機，這如此規模龐大的工程於2021年竣工，全新的升降機分別於2020年及2021年重新開放，自此，所有樓層都有升降機到達。
| 樓宇名稱 | 門牌號碼      | 樓宇類型                  | 落成年份 | 建築師                 | 樓宇層數 | 每層伙數 | 單位數目（伙） | 首次採用的升降機廠商 | 現時採用的升降機廠商 |
| -------- | ------------- | ------------------------- | -------- | ---------------------- | -------- | -------- | -------------- | -------------------- | -------------------- |
| 第一座   | 牛頭角道297號 | 中央/單邊走廊式十字型大廈 | 1990年   | 王董建築師事務有限公司 | 30       | （待補） | （待補）       | 迅達                 | 迅達                 |
| 第二座   | 牛頭角道297號 | 中央/單邊走廊式十字型大廈 | 1990年   | 王董建築師事務有限公司 | 28       | （待補） | （待補）       | 迅達                 | 奧的斯               |
| 第三座   | 牛頭角道297號 | 中央/單邊走廊式十字型大廈 | 1990年   | 王董建築師事務有限公司 | 28       | （待補） | （待補）       | 迅達                 | 奧的斯               |
| 第四座   | 牛頭角道297號 | 中央/單邊走廊式十字型大廈 | 1987年   | 王董建築師事務有限公司 | 30       | （待補） | （待補）       | 奧的斯               | 迅達                 |

（註：以上門牌號碼見於各幢樓宇大門入口）

#### 升降機服務
- 一座：一及二號升降機往G,1-17，三及四號升降機往G,17-30（1990-2020年：G,17-29）
- 二座：五及六號升降機往G,1-14，七號升降機往G,14-28，八號升降機往G,2,14-28
- 三座：九號升降機往G,14-28，十號升降機往G,2,14-28，十一及十二號升降機往G,1-14
- 四座：十三及十四號升降機往G,17-30（1987-2020年：G,17-29），十五及十六號升降機往G,1-17

#### 第一期重建玉蓮臺出租單位面積及編配標準
| 單位款式 | 編配標準  | 室內樓面面積  |
| -------- | --------- | ------------- |
| 小型單位 | 2-4人     | 約29平方米    |
| 中型單位 | 4-5人     | 約34平方米    |
| 大型單位 | 5人或以上 | 約43平方米    |
| 長者單位 | 1-2人     | 約21平方米    |
| 長者單位 | 2-4人     | 約29-34平方米 |

#### 鴻鵠臺

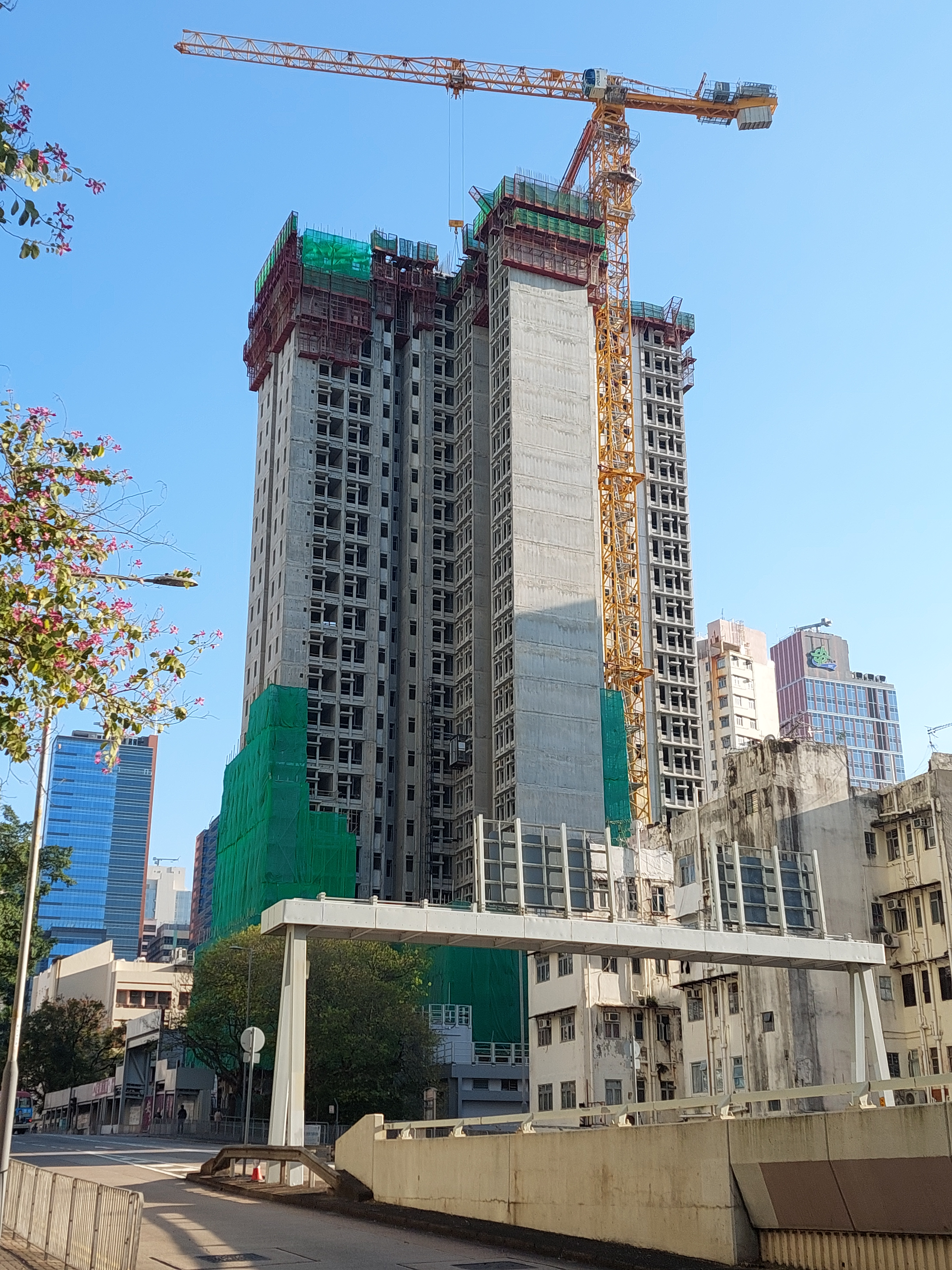
興建中的鴻鵠臺第一座（2024年12月）

鴻鵠臺（英語：Avis Tower）位處牛頭角道及定安街之間，現正興建第一座，預計於2025年落成，以安置花園大廈第二期首批重建戶。
| 樓宇名稱 | 門牌號碼 | 樓宇類型     | 落成年份 | 建築師 | 樓宇層數 | 每層伙數 | 單位數目（伙） | 現時採用的升降機廠商 |
| -------- | -------- | ------------ | -------- | ------ | -------- | -------- | -------------- | -------------------- |
| 第一座   | 待定     | 十字長型大廈 | 2025年   |        |          |          | 371            |                      |

### 歷代樓宇

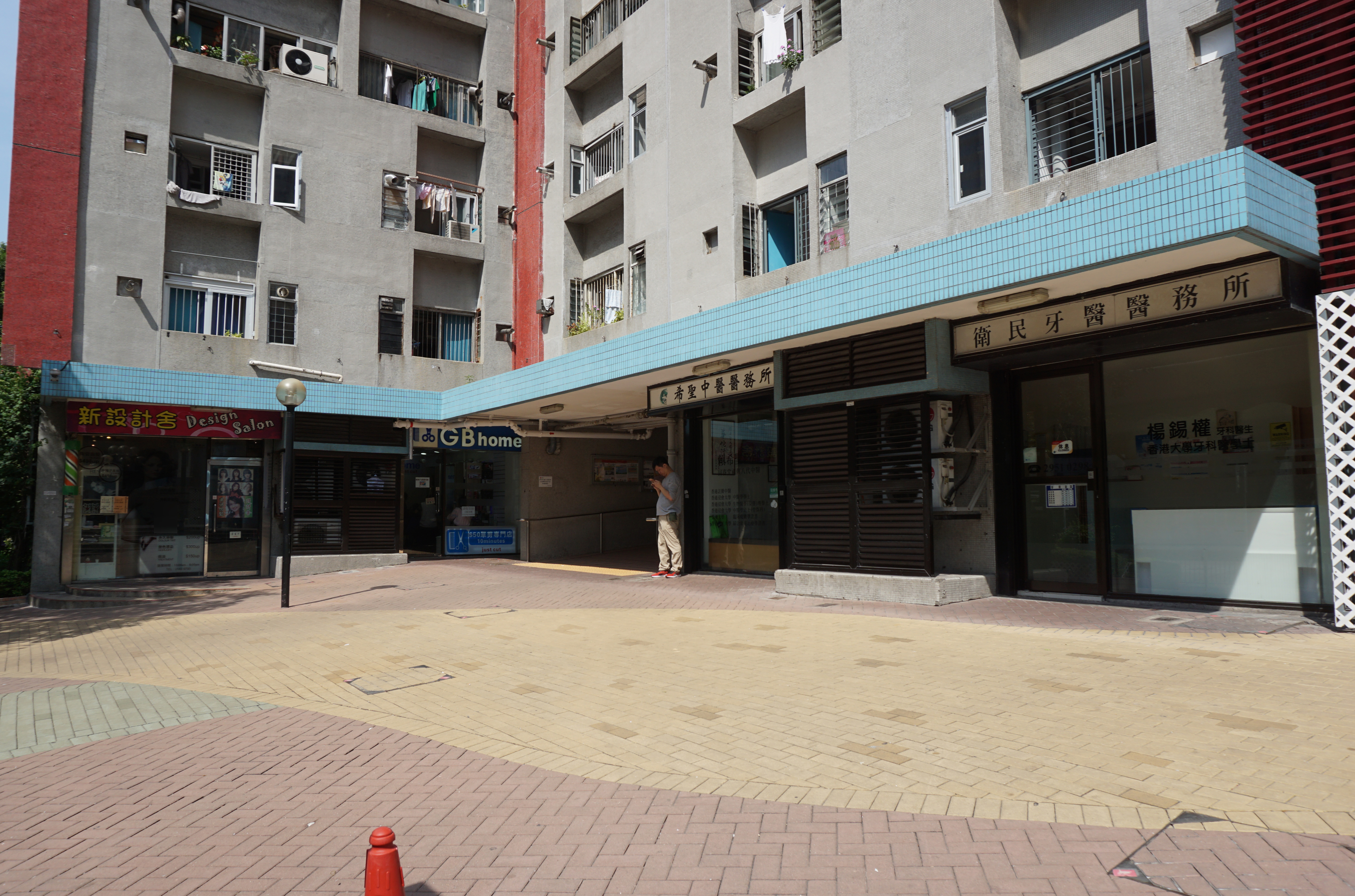
玉蓮臺第2座商舖
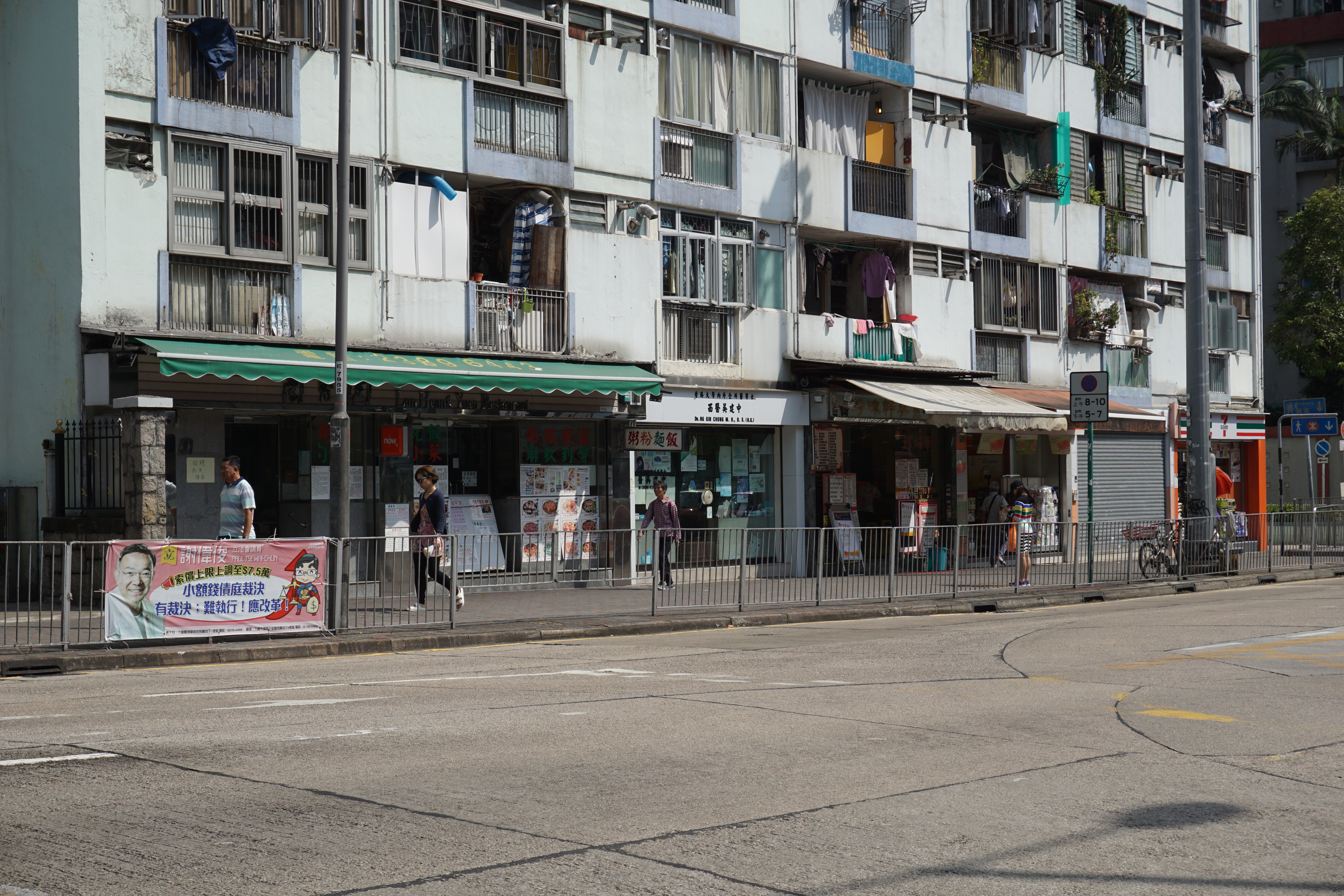
孔雀樓東南面商舖
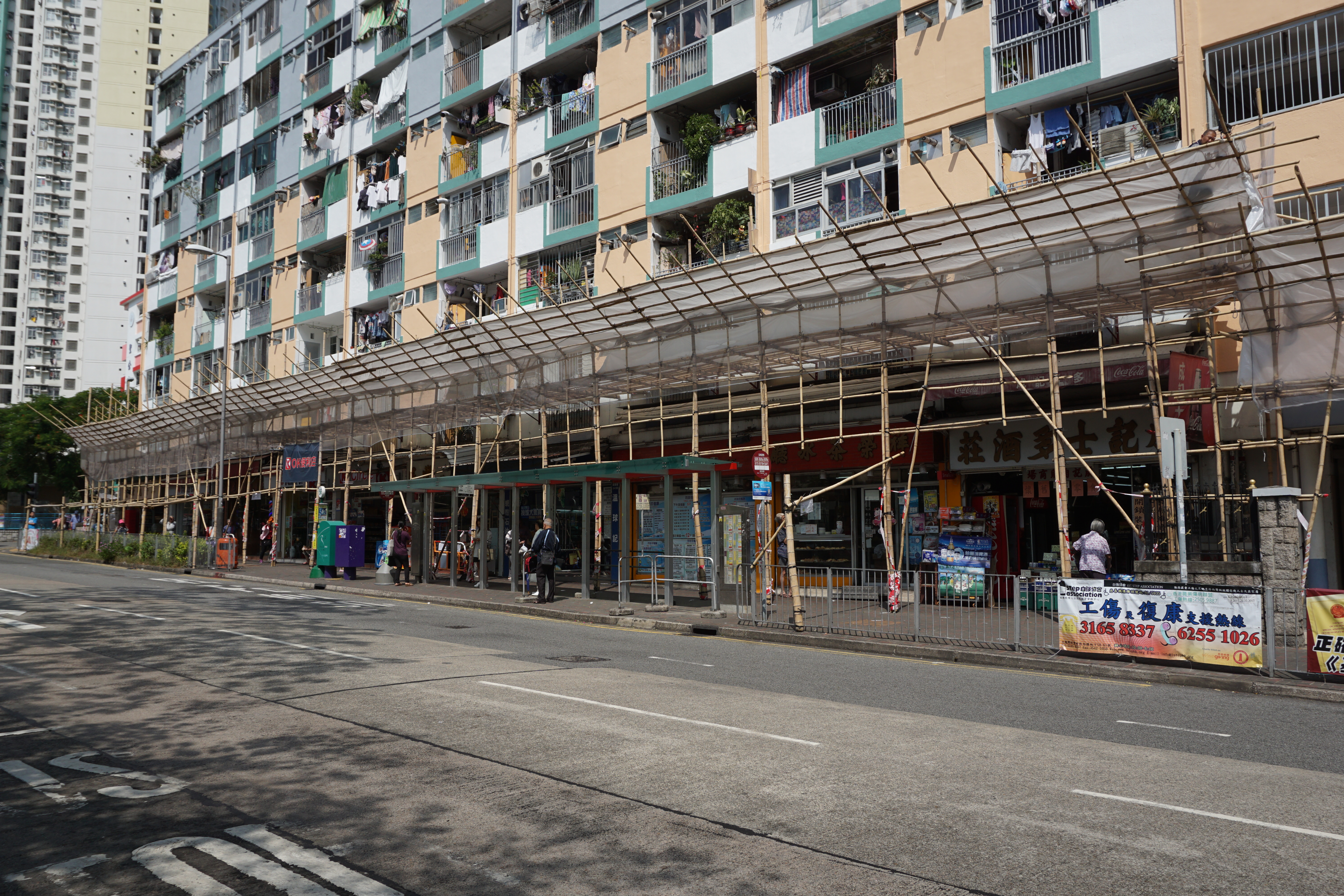
喜鵲樓巴士站和商舖

| 重建前的觀塘花園大廈第一期 | 重建前的觀塘花園大廈第一期 | 重建前的觀塘花園大廈第一期 | 重建前的觀塘花園大廈第一期 | 重建前的觀塘花園大廈第一期 | 重建前的觀塘花園大廈第一期 | 重建前的觀塘花園大廈第一期        |
| 樓宇名稱                   | 樓宇類型                   | 建築師                     | 落成年份                   | 拆卸年份                   | 重建後原地所屬的樓宇       | 安置屋邨                          |
| -------------------------- | -------------------------- | -------------------------- | -------------------------- | -------------------------- | -------------------------- | --------------------------------- |
| 牡丹樓                     | 中央天井型梯分隔式大廈     | 馬海（建築顧問）有限公司   | 1958-1959年                | 1987年                     | 玉蓮臺 第1-3座             | 玉蓮臺 第4座                      |
| 玫瑰樓                     | 中央天井型梯分隔式大廈     | 馬海（建築顧問）有限公司   | 1958-1959年                | 1987年                     | 玉蓮臺 第1-3座             | 玉蓮臺 第4座                      |
| 百合樓                     | 中央天井型梯分隔式大廈     | 馬海（建築顧問）有限公司   | 1958-1959年                | 1987年                     | 玉蓮臺 第1-3座             | 玉蓮臺 第4座                      |
| 茉莉樓                     | 中央天井型梯分隔式大廈     | 馬海（建築顧問）有限公司   | 1958-1959年                | 1987年                     | 玉蓮臺 第1-3座             | 玉蓮臺 第4座                      |
| 紫蘭樓                     | 中央天井型梯分隔式大廈     | 馬海（建築顧問）有限公司   | 1958-1959年                | 1987年                     | 玉蓮臺 第1-3座             | 玉蓮臺 第4座                      |
| 水仙樓                     | 中央天井型梯分隔式大廈     | 馬海（建築顧問）有限公司   | 1958-1959年                | 1985年                     | 玉蓮臺 第4座               | (同一屋邨) 花園大廈第二期空置單位 |
| 玉蘭樓                     | 中央走廊式大廈             | 馬海（建築顧問）有限公司   | 1958-1959年                | 1985年                     | 玉蓮臺 第4座               | (同一屋邨) 花園大廈第二期空置單位 |

- 玉蓮臺第2座商舖
- 孔雀樓東南面商舖
- 喜鵲樓巴士站和商舖

## 教育

### 幼稚園
- 花園大廈浸信會幼兒學校 （页面存档备份，存于）（1991年創辦）
- 觀塘循道幼稚園 （页面存档备份，存于） （1966年創辦）

## 事件
玉蓮臺雖已設立甲級保安，惟屋苑內常有不少少年於夜間留連，常對居民造成滋擾。於2007年，一名少年被一群童黨打死。
2022年3月9日早上6時43分，花園大廈畫眉樓早上有居民發現有一名男子倒臥在大廈後山方向的地上，懷疑有人從高處墮下，於是通知保安員報警。警方及救護員到場，發現這名男子已無氣息，經救護員檢查後證實死亡，無須送院。警方初步調查，相信事主是獨居住客，年近80歲，

## 外部連結
- 房協：觀塘花園大廈 （页面存档备份，存于）